# Parafia Ikony Matki Bożej „Wszystkich Strapionych Radość” w Tokarach
Parafia Ikony Matki Bożej „Wszystkich Strapionych Radość” – parafia prawosławna w Tokarach, w dekanacie Siemiatycze diecezji warszawsko-bielskiej.
Na terenie parafii funkcjonuje 1 cerkiew:
- cerkiew Ikony Matki Bożej „Wszystkich Strapionych Radość” w Koterce – parafialna

## Historia
Parafia prawosławna w Tokarach powstała prawdopodobnie na przełomie XV/XVI w. Świadczą o tym informacje o nadaniu Cerkwi ziemi w 1592 przez „panów Tokarskich” oraz o księgach metrykalnych, prowadzonych od 1756.
Parafia pod obecnym wezwaniem i w dzisiejszym kształcie terytorialnym funkcjonuje od 1946, w wyniku nowego wytyczenia granicy polsko-radzieckiej i podziału wsi Tokary na część polską i białoruską (Takary). Dotychczasowa świątynia parafialna – cerkiew św. Michała Archanioła z 1816 – znalazła się po stronie radzieckiej. W Polsce pozostała cerkiew filialna pod wezwaniem Ikony Matki Bożej „Wszystkich Strapionych Radość” (zlokalizowana w lesie niedaleko osady Koterka), która stała się nową siedzibą parafii. Oficjalne erygowanie parafii z siedzibą w Koterce nastąpiło 23 maja 1948.
Dzieje obecnej cerkwi parafialnej mają związek z objawieniem Matki Bożej, które otrzymała w uroczystość Świętej Trójcy w 1852 mieszkanka Tokar, Eufrozyna Iwaszczuk. We wskazanym przez kobietę miejscu ustawiono krzyż, przeniesiony później na cmentarz. Wkrótce po zabraniu krzyża wytrysnęło źródełko, którego woda miała właściwości lecznicze. Od tego czasu zaczęły w to miejsce przybywać liczne pielgrzymki ludności prawosławnej, zwłaszcza w trzeci dzień Pięćdziesiątnicy (8. wtorek po Wielkanocy). Na początku XX wieku postanowiono w sąsiedztwie źródełka wznieść cerkiew. Budowę drewnianej świątyni, poświęconej Ikonie Matki Bożej „Wszystkich Strapionych Radość” rozpoczęto 9 maja 1909, a zakończono 3 lata później. Konsekracja cerkwi nastąpiła 29 lipca 1912. Mimo zmiany po II wojnie światowej przebiegu granicy państwowej, świątynia nadal pozostaje celem wielu pielgrzymek prawosławnych z terenu dzisiejszej Białorusi.
Na obszarze parafii leżą miejscowości: Tokary, Koterka, Klukowicze.

## Wykaz proboszczów
- 1922–1948 – ks. Jan Atiporowicz (ostatni proboszcz niepodzielonej parafii)
- 1948–1953 – ks. Leonid Czistowskij
- 1953–1970 – ks. Anatol Niedielko
- 1970–1978 – ks. Aleksander Wiszenko
- 1978–1993 – ks. Aleksy Szepielew
- 1994–1998 – ks. Mirosław Awksietijuk
- 1998–2004 – ks. Ireneusz Koziejuk
- 2004–2010 – ks. Mirosław Ostapkowicz
- od 2010 – ks. Eugeniusz Chodakowski